# Gropnița
Gropnița est une commune roumaine située dans le județ de Iași.